# Terenura humeralis
Terenura humeralis là một loài chim trong họ Thamnophilidae.